# Риаче
Риа̀че (на италиански: Riace, на местен диалект Riàci, Риачи) е село и община в Южна Италия, провинция Реджо Калабрия, регион Калабрия. Разположено е на 300 m надморска височина. Населението на общината е 1820 души (към 2012 г.).
В морето пред брега на общинската територия на село Риаче са били намерени в август 1972 г. две бронзови статуи, наречени „Воините от Риаче“.